# Reserva natural del Acebal de Garagüeta
El Acebal de Garagüeta (Soria, España), es el mayor bosque de acebos existente en la península ibérica y de Europa meridional. Comprende 406,4 hectáreas de bosque, de las cuales 180 son masa pura continua de acebos que crecen de forma laberíntica formando bóvedas en las que se refugian tordos, corzos y zorzales. Estas bóvedas se denominan «sestiles» (de siesta), y en ellos hay una diferencia térmica de unos 5 °C con respecto a la temperatura exterior, lo que hace los hace más frescos en verano y  menos fríos en invierno. El conjunto posee un extraordinario valor ecológico.

## Origen
Se piensa que su origen es natural y que procede de la degradación de los bosques de roble y haya, en los cuales aparecía el acebo como vegetación acompañante. 

## Cómo llegar
Para llegar al acebal de Garagüeta, hay que tomar la N-111 hasta Almarza, desviándose después en dirección a Gallinero hasta Arévalo de la Sierra.